# Thelma Mothershed-Wair
Thelma Mothershed-Wair (Bloomburg, 29 novembre 1940 – Little Rock, 19 ottobre 2024) è stata un'attivista statunitense.
Fu il membro più anziano dei Little Rock Nine che frequentò la Central High School a Little Rock in seguito al caso giudiziario Brown contro Board of Education del 1954.

## Biografia
Wair nacque a Bloomburg in Texas, figlia di Arlevia e Hosanna Claire Mothershed di Little Rock in Arkansas. Frequentò il Dunbar Junior High e l'Horace Mann High e, nonostante il tormento quotidiano da parte degli studenti bianchi della Little Rock Central High School, completò il suo anno junior presso la scuola superiore precedentemente segregata durante il tumultuoso 1957-58. Poiché le scuole superiori della città furono chiuse l'anno successivo, per ottenere i crediti necessari per l'università partecipò a corsi di formazione a distanza e frequentò la scuola estiva a Saint Louis in Missouri.
Ricevette il diploma dal Central High School per posta. Wair si laureò alla Southern Illinois University Carbondale nel 1964 e conseguì il suo master in Orientamento e Consulenza e un certificato amministrativo in Istruzione presso la Southern Illinois University Edwardsville nel 1970 e nel 1972, rispettivamente. Wair insegnò economia domestica nel sistema scolastico di East St. Louis per 28 anni prima di andare in pensione nel 1994. Venne riconosciuta come il leader del Little Rock Nine. Nel 1958 ricevette la medaglia Spingarn dalla National Association for the Advancement of Colored People (NAACP) per i risultati eccezionali. Nel 1998 ricevette la medaglia d'oro del Congresso.
In seguito, lavorò nel carcere della Contea di St. Clair, nel Centro di detenzione giovanile della Contea di St. Clair e come istruttrice di competenze per la sopravvivenza delle donne presso il rifugio della Croce Rossa Americana per i senzatetto. Durante l'anno scolastico 1989-90 venne premiata come modello di ruolo eccezionale dal Chapter di St. Louis Est delle Top Ladies of Distinction e del personale della scuola materna del Distretto 189. Ricevette anche il National Humanitarian Award, il più alto riconoscimento conferito alla National Convention of Top Ladies of Distinction, Inc. tenutasi a Chicago nel 2005. Si sposò con Fred Wair (1939 - 2005) nel 1965 ed ebbero un unico figlio. Nel 2003 si trasferì nuovamente nella zona di Little Rock. Ricevette un Dottorato onorario in scienze umanistiche dalla Southern Illinois University Edwardsville nel 2016.